# Wallsburg
Wallsburg – miasto w Stanach Zjednoczonych, w stanie Utah, w hrabstwie Wasatch.